# Митрикос
Митрикос (греч. Λίμνη Μητρικού) — пресноводное озеро (лагуна) в Греции, во Фракии. Расположено на берегу бухты Аникто Эгейского моря, к западу от устья реки Филиури, в периферийной единице Родопи в периферии Восточная Македония и Фракия. В озеро впадает река Возвозис (Боспос).
В древности называлось Исмарида (др.-греч. Ἰσμαρίς), упоминается Геродотом при описании похода Ксеркса I. Рядом находились города Маронея (Марония), Исмар и Стрима. По Страбону проток, вытекающий из озера Исмарида, назывался Одиссий.
Является важным водно-болотным угодьем. Озеро Митрикос входит в Национальный парк «Восточная Македония и Фракия». Озеро окружено обширными зарослями тростника (Phragmites), лагунами и солончаками. Является рамсарским угодьем. Озеро Митрикос важно для размножения, отдыха и зимовки водных птиц, а также видов, размножающихся в тростниках. Здесь встречаются виды: краснозобая казарка (Branta ruficollis) (зимует), савка (Oxyura leucocephala) (зимует), орлан-белохвост (Haliaeetus albicilla) (зимует), могильник (Aquila heliaca) (миграция), степная пустельга (Falco naumanni) (миграция), чайка Одуэна (Larus audouinii). Около 20 000 водных птиц регулярно зимуют в этом районе (в том числе 2500 пеганок (Tadorna tadorna), 6000 свиязей (Anas penelope), 3500 чирков-свистунков (Anas crecca), 10 000 крякв (Anas platyrhynchos), 2500 шилоклювок (Recurvirostra avosetta) и 3000 озёрных чаек (Larus ridibundus)).
Юго-западнее озера Митрикос, у мыса Курузмилос (Ακρωτήριο Κουρουσμηλού) находятся лагуны (озёра) Элос (Кайялдзе, Λιμνοθάλασσα Έλους) и Птелея (Карагацелия, Λιμνοθάλασσα Πτελέα).